# 派勒特芒德鎮區 (愛荷華州布恩縣)
派勒特芒德鎮區（英語：Pilot Mound Township）是位於美國愛荷華州布恩縣的一個行政鎮區。

## 地方資料
根據2010年美國人口普查的數據，派勒特芒德鎮區的面積為58.31平方千米，當中陸地面積為57.76平方千米，而水域面積為0.55平方千米。當地共有人口400人，而人口密度為每平方千米6.86人。